# Alepidea pilifera
Alepidea pilifera är en flockblommig växtart som beskrevs av August Henning Weimarck. Alepidea pilifera ingår i släktet Alepidea och familjen flockblommiga växter. Inga underarter finns listade i Catalogue of Life.